# Stortjärnen (Tännäs socken, Härjedalen, 692492-133267)
Stortjärnen är en sjö i Härjedalens kommun i Härjedalen och ingår i Ljusnans huvudavrinningsområde. Sjön har en area på 0,0646 kvadratkilometer och ligger 793,3 meter över havet.

## Delavrinningsområde
Stortjärnen ingår i det delavrinningsområde (692625-133411) som SMHI kallar för Namn saknas. Medelhöjden är 761 meter över havet och ytan är 29,68 kvadratkilometer. Det finns ett avrinningsområde uppströms, och räknas det in blir den ackumulerade arean 32,52 kvadratkilometer. Mejsån som avvattnar avrinningsområdet har biflödesordning 3, vilket innebär att vattnet flödar genom totalt 3 vattendrag innan det når havet efter 378 kilometer. Avrinningsområdet består mestadels av skog (75 procent), öppen mark (12 procent) och sankmarker (12 procent). Avrinningsområdet har 0,19 kvadratkilometer vattenytor vilket ger det en sjöprocent på 0,6 procent.